# Австрия на «Евровидении-1985»
Австрия принимала участие в тридцатом выпуске телевизионного конкурса Евровидение-1985, который состоялся 4 мая в Гётеборге, Швеция. Страну представлял певец и композитор канадского происхождения Гари Люкс с песней Kinder dieser Welt («Дети всего мира»), написанной Джеффом Бастоу и Миком Джексоном в соавторстве с Михаэлем Кунце. По итогам голосования Люкс занял восьмое место из 19, набрав 60 баллов. Тем не менее, Kinder dieser Welt стала предшественницей австрийской заявки на Евровидение-1986 Die Zeit ist einsam в исполнении Тимны Брауэр. Гари Люкс как сольный исполнитель вернётся на Евровидение ещё раз в 1987 году. Конкурс был показан ORF на канале ORF eins с комментариями Эрнста Гриссмана. Глашатаем от Австрии была Крис Лохнер.

## До «Евровидения»

### Внутренний отбор
Австрийская телекомпания ORF с 1957 года отвечает за организацию отбора заявки на Евровидение и дальнейшую трансляцию конкурса. С 1981 по 1984 годы вещатель организовывал национальные отборы под общим названием Aus Zwölf wird Eins. Из-за плохого результата Аниты Вагнер на Евровидение-1984, где она заняла последнее место с песней Einfach weg, ORF принял решение вернуться к внутреннему отбору, чаще всего использованному вещателем. Выбор пал на певца и композитора Гари Люкса. Ранее он уже участвовал на Евровидение-1983 как участник группы Westend, был бэк-вокалистом у Аниты Вагнер, а также занял второе место на Aus Zwölf wird Eins 1984 с блюзовой балладой Kumm hoit mi, написанной и исполненной им в соавторстве с Бриджит «Гитти» Сойберт. Поэтому, именно Люкс был объявлен ORF в качестве участника Евровидения.

## На «Евровидении»
В Гётеборге Гари Люкс выступал под номером 17, между Швецией и Люксембургом. Во время своего выступления певец аккомпанировал себе на рояле при поддержке группы из пяти музыкантов. Только в конце выступления Люкс исполнил песню стоя, встав из-за рояля. По итогам голосования он занял восьмое место из 19, набрав 60 баллов. 12 очков австрийское жюри присудило стране-победительнице Норвегии. Рихард Остеррайхер был дирижёром оркестра во время выступления австрийской заявки.

### Голосование
| Очки      | Страна                                |
| --------- | ------------------------------------- |
| 12 баллов |                                       |
| 10 баллов | - Великобритания - Германия - Израиль |
| 8 баллов  |                                       |
| 7 баллов  | - Дания                               |
| 6 баллов  |                                       |
| 5 баллов  | - Греция                              |
| 4 балла   | - Бельгия - Люксембург                |
| 3 балла   | - Ирландия - Швеция                   |
| 2 балла   | - Норвегия                            |
| 1 балл    | - Франция - Швейцария                 |

| Очки      | Страна         |
| --------- | -------------- |
| 12 баллов | Норвегия       |
| 10 баллов | Ирландия       |
| 8 баллов  | Люксембург     |
| 7 баллов  | Израиль        |
| 6 баллов  | Италия         |
| 5 баллов  | Дания          |
| 4 балла   | Швеция         |
| 3 балла   | Франция        |
| 2 балла   | Великобритания |
| 1 балл    | Швейцария      |